# کارل کخ
کارل کخ (انگلیسی: Karl Koch؛ ‏ ۳۰ ژوئن ۱۹۱۰ – ۲۸ ژوئن ۱۹۴۴) دوچرخه‌سوار اهل آلمان بود.